# Familles anciennes de Rabat
Pour les articles homonymes, voir Rbati (homonymie).
Les familles anciennes de Rabat (en arabe : العائلات الرباطية الأصيلة, Al-ʿA'ilat ar-Ribatiya al-Assila) sont un groupe social à identité propre, composé de familles ayant habité Rabat depuis plusieurs siècles, avant l'ouverture de la ville aux populations de l'intérieur du Maroc et l'arrivée massive de provinciaux à la suite des mouvements d'exode rural qui commencèrent au début du XXe siècle. Elles se reconnaissent autour de leurs mode de vie et culture distincts et se caractérisent par leur homogénéité sociale et culturelle : résultante d'une histoire commune, marquée par une isolation du reste du pays pendant près de trois siècles, et d'un héritage culturel marqué par la culture arabo-andalouse.
Cette antériorité à Rabat provoqua diverses frictions entre les « familles anciennes » et les populations issues de l'exode rural, de culture différente, notamment autour du terme « Rbati » que les premiers se réservent en tant que relatif à une appartenance communautaire et culturelle, alors que les seconds le revendiquent en tant que gentilé relatif à tous les habitants de la ville. De par ce conflit autour de l'utilisation du gentilé « Rbati », c'est l'appartenance à la ville de Rabat qui est disputée aux « nouveaux habitants » de Rabat par les « anciens », qui les dénomment « Mrabbtin » (rabatisés) et se font appeler par eux « Rbitis » (petits Rbatis).

## Histoire

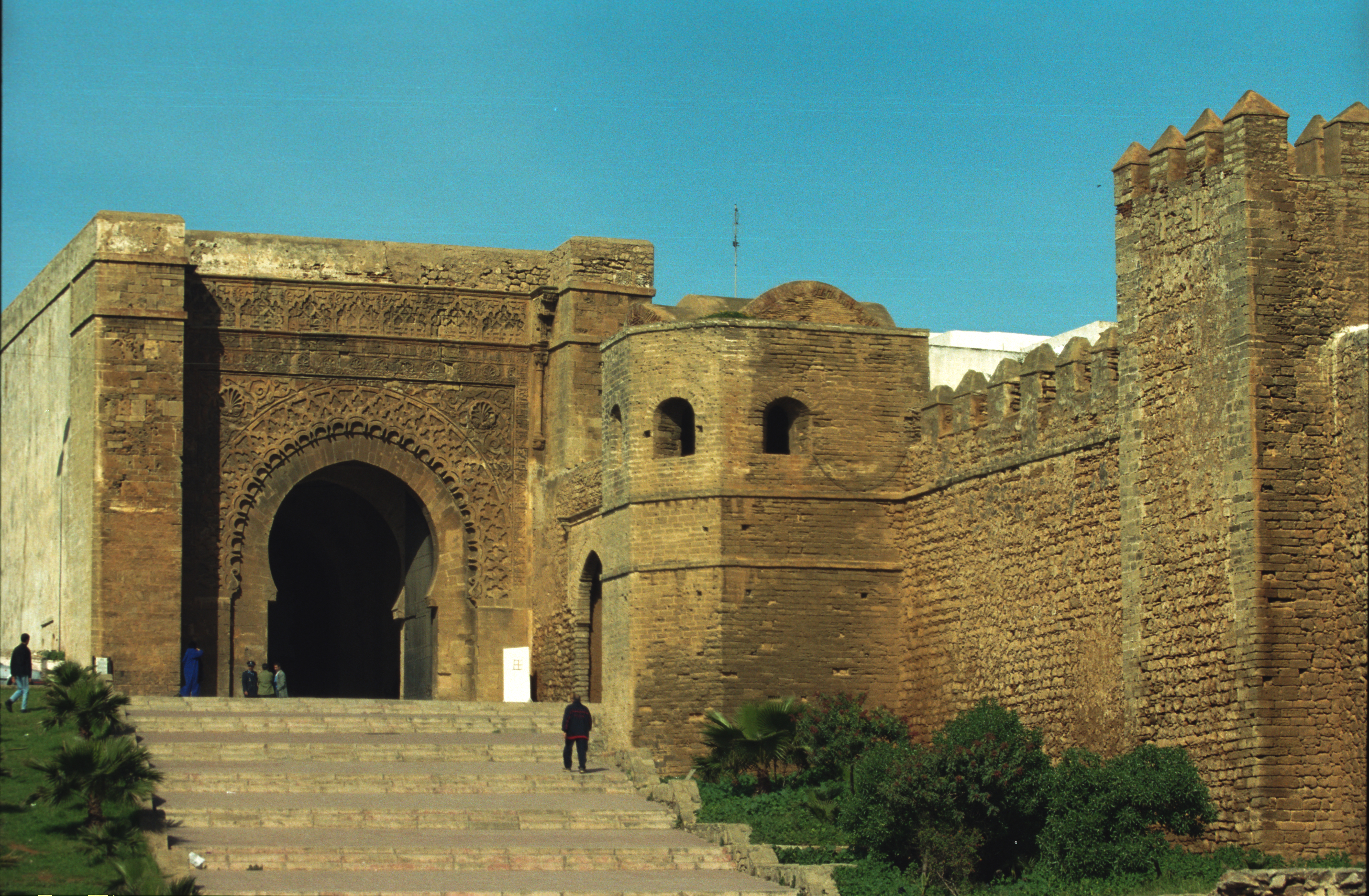
La kasbah des Oudaïas

Fondée en 1150 par les Almohades, Rabat entre dans une période de déclin après la chute de ces derniers en 1269 et l’avènement des Mérinides, qui choisissent Fès comme capitale. L'explorateur Hassan al-Wazzan y compte en 1515 moins d'une centaine de maisons habitées.
Au début du XVIIe siècle, à la suite de la promulgation du décret d'expulsion des Morisques par le roi Philippe III d'Espagne, 13 000 membres de cette communauté, soit plus de trois cents familles, trouvent refuge à Rabat, contribuant ainsi à la revitalisation de la ville. Une période de prospérité s'ensuit, notamment grâce à la course maritime, principale activité de la région de l'embouchure du Bouregreg pendant les deux siècles suivants.
Les « familles anciennes de Rabat », ensemble des familles andalouses et de la centaine de familles présente à Rabat avant l'arrivée des premiers, vivent alors repliées sur elles-mêmes pendant près de trois siècles et conservent leur héritage andalou et leurs caractéristiques culturelles ; ceci contribue à la constitution d'un groupe social basé sur l'appartenance communautaire, différent du modèle tribal répandu alors au Maroc.
Ces éléments culturels et historiques constituent ainsi la base d'une « identité » propre aux familles anciennes de Rabat.

## Caractéristiques culturelles

### Musique
Rabat constituant une des trois principales écoles de musique arabo-andalouse du Maroc, dite al-aala, les Rbatis sont, traditionnellement, amateurs de cette musique. De nos jours, une demi-douzaine d'orchestres de la musique al-aala sont actifs à Rabat.
Rabat constitue également une des deux écoles de la musique gharnatie au Maroc, représentée notamment par le maître Hajj Ahmed Piro.
On trouve également dans la culture locale de Rabat des musiques traditionnelles comme le tsogui et les amayers, chantées par les femmes rbaties lors d’évènements familiaux (mariages, fiançailles, baptêmes...)

### Langue
En grande partie hispanophones à leur arrivée au Maroc à la suite de leur expulsion d'Espagne, les Rbatis ont été arabisés tout au long du siècle suivant leur établissement sur la rive gauche du Bouregreg. Jules Leclercq rapporte néanmoins, à la fin du XIXe siècle, que les Rbatis maîtrisent encore la langue castillane.
Le dialecte arabe parlé par ces familles, parler non-hilalien citadin, demeure néanmoins fortement influencé par le castillan.

### Architecture
Rabat étant pratiquement à l'abandon et en état de délabrement avéré au début du XVIIe siècle, la ville sera reconstruite par les Morisques lors de leur arrivée ; l'architecture locale réunit alors les influences des architectures marocaine et arabo-andalouse.

## Aspects sociaux

### Stratifications sociales
Les familles anciennes de Rabat se distinguent, à l'origine, en exhibant des indices, des symboles ou des devises permettant à la fois de les distinguer entre elles et de distinguer dans leur ensemble les familles de vieille souche des autres plus récemment établies :
- « warda wa shushana » (la rose et le lys) : signes distinctifs des membres des familles habitant les quartiers Laalou et Lobéra, au nord de la médina, réputés « bons vivants » ;
- « badʿia wa magana » (le gilet et la montre) : signes distinctifs des membres des familles habitant le centre et l'ouest de la médina, entre Sidi-Fateh et Derb-Gnawa, réputés pieux et d'une conduite exemplaire.

Aux autres habitants de Rabat, qui n'appartiennent pas à cette « communauté », on accordait la devise « khabbata wa btana » (le battoir et la peau de mouton) pour les ouvriers des teintureries, les petits artisans et les tisserands, et la devise « kercha wa mesrana » (l'estomac et le boyau) pour les petits vendeurs, principalement de tripes et d'abats.

### Familles
- Si vous ne connaissez pas le sujet, laissez ce bandeau (vous pouvez alors contacter les auteurs).
- Si vous supprimez le contenu mis en cause (vous pouvez préalablement contacter les auteurs),

argumentez précisément cette suppression dans la page de discussion
(un manque de référence n'est pas un argument ; une recherche réelle de référence doit avoir été effectuée, être formellement documentée).
| Famille | Origine | Citation | Notes                                                                                | Toponymie                                                                                            |
| --- | --- | --- | ------------------------------------------------------------------------------------ | --- |
| ʿAbdoun (عبدون) | Andalous | Souissi (1979), Razzouk (1998)                                                                                          | Éteinte                                                                              | |
| ʿAbridi (El-) (العبريدي) | | Souissi (1979) |                                                                                      | |
| ʿAchour (عاشور) | Andalous | Souissi (1979), Razzouk (1998), Kettani (2005), Benabdallah (2008), Kriem (Andalous), Encyclopédie du Maroc (tome XVII) |                                                                                      | |
| ʿAdlani (El-) (العدلاني) | | Souissi (1979), Benabdallah (2008)                                                                                      |                                                                                      | Impasse El-Adlani dans la médina de Rabat                                                            |
| ʿAkkari (El-) (العكاري) | Descendance d'Ali ʿAkkari, imam et disciple dilaïte, établi à rabat au courant du XVIIe siècle et mort en 1706                                      | Souissi (1979), Encyclopédie du Maroc (tome XVII)                                                                       |                                                                                      | Quartier Akkari de Rabat                                                                             |
| ʿAlami (El-) (العلمي) | Chérifs idrissides | Souissi (1979) | Branches cadettes: • Berqoq (برقوق) • Fellouss (El-) (الفلوس)                        | |
| ʿAlioua (عليوة) | Andalous | Souissi (1979), Benabdallah (2008)                                                                                      |                                                                                      | |
| ʿAmri (El-) (العمري) | Andalous | Benabdallah (2008) |                                                                                      | Rue El-Amri dans la médina de Rabat                                                                  |
| ʿAmiri (El-) (العامري) | Chellah | Souissi (1979) |                                                                                      | |
| ʿImani (El-) (العماني) | Andalous | Souissi (1979), Razzouk (1998), Kettani (2005)                                                                          |                                                                                      | |
| ʿIssaoui (El-) (العيساوي) | | Souissi (1979), Benabdallah (2008)                                                                                      |                                                                                      | |
| ʿOufi (El-) (العوفي) | | Souissi (1979) |                                                                                      | |
| ʿOufir (El-) (العوفير) | Andalous | Souissi (1979), Benabdallah (2008)                                                                                      |                                                                                      | |
| Ajenoui (El-) (الآجنوي) | Andalous | Souissi (1979), Benabdallah (2008)                                                                                      |                                                                                      | |
| Aqania (أقانيا) | Andalous | Benabdallah (2008), Kriem (Andalous)                                                                                    | Esp. Acania                                                                          | |
| Bacha (El-) (الباشا) | | Souissi (1979), Benabdallah (2008)                                                                                      |                                                                                      | |
| Bahraoui (El-) (البحراوي) | Gharb | Souissi (1979), Encyclopédie du Maroc (tome IV)                                                                         |                                                                                      | |
| Baïna (باينة) | Andalous | Souissi (1979), Razzouk (1998), Kettani (2005), Benabdallah (2008)                                                      | Esp. Baena                                                                           | |
| Baîz (بعيز) | Andalous | Souissi (1979), Benabdallah (2008)                                                                                      | Esp. Baeza                                                                           | |
| Bakhay (باخاي) | | Souissi (1979) |                                                                                      | |
| Balafrej (بلافريج) | Andalous | Souissi (1979), Razzouk (1998), Kettani (2005), Benabdallah (2008)                                                      | Esp. Palafres                                                                        | |
| Balarur (بلارور) | Andalous | Razzouk (1998) | Éteinte                                                                              | |
| Balansiano (بلانسيانو) | Andalous | Benabdallah (2008), Kriem (Andalous)                                                                                    | Esp. Valenciano                                                                      | |
| Bamhaoued (بامهاود) | | Souissi (1979) |                                                                                      | |
| Baôudi (El-) (الباعوضي) | Andalous | Souissi (1979), Benabdallah (2008), Kriem (Andalous)                                                                    |                                                                                      | |
| Barqallil (برق الليل) | Tafilalet | Souissi (1979), Benabdallah (2008)                                                                                      |                                                                                      | |
| Bargach (برگاش) | Andalous | Souissi (1979), Razzouk (1998), Kettani (2005), Benabdallah (2008), Zahiri (Tétouan)                                    | Esp. Vargas                                                                          | Saba (passage) Bargach dans la médina de Rabat                                                       |
| Bekhat (El-) (البخات) | | Souissi (1979) |                                                                                      | |
| Bekhouch (بخوش) | | Souissi (1979) |                                                                                      | |
| Belabbes (بن العباس) | | |                                                                                      | |
| Belahcen (بن الحسْن) | | Benabdallah (2008) |                                                                                      | |
| Belarabi (بن العرَبي) | | Souissi (1979), Benabdallah (2008)                                                                                      |                                                                                      | |
| Belarbi (بن العربي) | | Souissi (1979) |                                                                                      | |
| Belayachi (بن العياشي) | | Souissi (1979), Benabdallah (2008)                                                                                      |                                                                                      | |
| Belfqih (بن الفقيه) | Andalous | Souissi (1979), Razzouk (1998), Kettani (2005)                                                                          |                                                                                      | |
| Belghazi (بن الغازي) | | Souissi (1979), Benabdallah (2008)                                                                                      |                                                                                      | |
| Belghiti (El-) (البلغيثي) | | Souissi (1979) |                                                                                      | |
| Belgnaoui (بن الگناوي) | | Benabdallah (2008) |                                                                                      | Rue Belgnaoui dans la médina de Rabat                                                                |
| Belhaj (بن الحاج) | | Souissi (1979) |                                                                                      | |
| Belhassan (بن الحَسَن) | | Benabdallah (2008) |                                                                                      | |
| Belhousni (بن الحسني) | Chérifs idrissides, branche des ʿAlami | Souissi (1979), Benabdallah (2008), Encyclopédie du Maroc (tome XI)                                                     |                                                                                      | |
| Belkahia (بن الكاهية) | Andalous | Souissi (1979), Razzouk (1998), Kettani (2005)                                                                          |                                                                                      | |
| Belkhayat (بن الخياط) | | Benabdallah (2008) |                                                                                      | |
| Belkora (بن الكورة) | | Souissi (1979) |                                                                                      | |
| Belmaâti (بن المعطي) | | Souissi (1979) |                                                                                      | |
| Belmahi (بن الماحي) | | Souissi (1979), Benabdallah (2008)                                                                                      |                                                                                      | Impasse Belmahi dans la médina de Rabat                                                              |
| Belmamoun (بن المامون) | | Souissi (1979) |                                                                                      | |
| Belmekki (بن المكي) | | Benabdallah (2008) |                                                                                      | |
| Belmokhtar (بن المختار) | | Souissi (1979) |                                                                                      | |
| Belyamani (بن اليمني) | | Souissi (1979) |                                                                                      | |
| Belyazid (بن اليزيد) | | Souissi (1979) |                                                                                      | |
| Benabbou (بن عبو) | Andalous | Benabdallah (2008) |                                                                                      | |
| Benabdallah (بن عبد الله) | Andalous | Souissi (1979), Benabdallah (2008), Kriem (Andalous), Encyclopédie du Maroc (tome XVII)                                 |                                                                                      | Impasse Benabdallah dans la médina de Rabat                                                          |
| Benabdelkhaleq (بن عبد الخالق) | | |                                                                                      | |
| Benabdesslam (بن عبد السلام) | | Souissi (1979) |                                                                                      | |
| Benadada (بن عدادة) | | Benabdallah (2008) |                                                                                      | |
| Benali (بن علي) | | Souissi (1979) |                                                                                      | |
| Benamar (بن عمرو) | Andalous | Souissi (1979), Razzouk (1998), Kettani (2005), Benabdallah (2008)                                                      |                                                                                      | Impasse Benamar dans la médina de Rabat                                                              |
| Benâmer (بن عامر) | | Souissi (1979) |                                                                                      | |
| Benarafa (بن عرفة) | | Souissi (1979) |                                                                                      | |
| Benassila (بن عسيلة) | | Souissi (1979) |                                                                                      | Rue Benassila dans la médina de Rabat.                                                               |
| Benazzouz (بن عزوز) | | Souissi (1979) |                                                                                      | Impasse Benazzouz dans la médina de Rabat                                                            |
| Benbachir (بن البَشير) | | Benabdallah (2008) |                                                                                      | |
| Benbarka (بن بركة) | | Souissi (1979), Benabdallah (2008)                                                                                      |                                                                                      | |
| Benbouazza (بن بوعزة) | | Souissi (1979) |                                                                                      | |
| Benbrahim (بن براهيم) | Andalous | Souissi (1979), Benabdallah (Salé), Encyclopédie du Maroc (tome I)                                                      |                                                                                      | |
| Bencherqi (بن شرقي) | | |                                                                                      | Rue Bencherqi dans la médina de Rabat                                                                |
| Bendahaq (بن ضهاق) | Andalous | Razzouk (1998), Kettani (2005), Benabdallah (2008)                                                                      |                                                                                      | |
| Bendouro (بن دورو) | Andalous | Souissi (1979), Razzouk (1998), Kettani (2005), Benabdallah (2008), Kriem (Andalous)                                    |                                                                                      | |
| Bendraôu (بن دراعو) | | Souissi (1979), Benabdallah (2008)                                                                                      |                                                                                      | |
| Bendyef (بن ضيف) | Andalous | Razzouk (1998) | Éteinte                                                                              | |
| Benfares (بن فارس) | | Souissi (1979), Benabdallah (2008)                                                                                      |                                                                                      | |
| Benhsain (بنحساين) | Andalous | Souissi (1979), Benabdallah (2008), Encyclopédie du Maroc (tome XI)                                                     |                                                                                      | |
| Benjamâ (بن جامع) | | Benabdallah (2008) |                                                                                      | |
| Benjelloul (بن جلول) | Andalous, d'origine lointaine berbère Koumia | Encyclopédie du Maroc (tome IX)                                                                                         | Branche de la famille Benjelloun                                                     | Rue Benjelloul dans la médina de Rabat                                                               |
| Benjilali (بن الجيلالي) | | Benabdallah (2008) |                                                                                      | |
| Benkaddour (بن قدور) | Andalous | Souissi (1979), Razzouk (1998), Kettani (2005)                                                                          |                                                                                      | |
| Benkhraba (بن خرابة) | | Souissi (1979), Benabdallah (2008)                                                                                      |                                                                                      | |
| Benlakhdar (بن الأخضر | Chellah | Souissi (1979), Benabdallah (2008)                                                                                      |                                                                                      | |
| Benlamqaddem (بن المقدم) | | |                                                                                      | |
| Benmansour (بنمنصور) | Tlemcen | Souissi (1979), Benabdallah (2008)                                                                                      |                                                                                      | |
| Benmehrez (بن المحرز) | | Benabdallah (2008) |                                                                                      | |
| Benmendil (بن منديل) | Andalous | Razzouk (1998) | Éteinte                                                                              | |
| Benmbarek (بن مبارك) | | Souissi (1979), Benabdallah (2008)                                                                                      |                                                                                      | |
| Benmlih (بن المليح) | | Benabdallah (2008) |                                                                                      | |
| Benmoussa (بن موسى) | | Souissi (1979), Benabdallah (2008)                                                                                      |                                                                                      | Impasse Benmoussa dans la médina de Rabat                                                            |
| Bennani (بناني) | Kairouanais | Souissi (1979), Benabdallah (Tétouan)                                                                                   | Présente aussi parmi les familles anciennes de Fès, de Salé et de Tétouan            | Rue Bennani dans la médina de Rabat                                                                  |
| Bennouna (بنونة) | Andalous | Souissi (1979), Benabdallah (2008)                                                                                      | Présente aussi parmi les familles anciennes de Fès, de Tétouan et de Tlemcen         | |
| Benomar (بن عمر) | | Souissi (1979) |                                                                                      | |
| Benqsaba (بن قصابة) | Andalous | Benabdallah (2008) |                                                                                      | |
| Benradi (بن الراضي) | | Souissi (1979), Benabdallah (2008)                                                                                      |                                                                                      | |
| Bensaîd (بن سعيد) | | Souissi (1979), Benabdallah (2008)                                                                                      |                                                                                      | |
| Bensaleh (بن صالح) | | Souissi (1979), Benabdallah (Tétouan), Benabdallah (2008)                                                               |                                                                                      | |
| Bensaoud (بن السعود) | | |                                                                                      | |
| Benslama (بن سلامة) | | Souissi (1979), Benabdallah (2008)                                                                                      |                                                                                      | Rue Benslama dans la médina de Rabat                                                                 |
| Benslimane (بن سليمان) | | Souissi (1979), Benabdallah (2008)                                                                                      |                                                                                      | |
| Bentaher (بن الطاهر) | Andalous | Souissi (1979), Razzouk (1998), Kettani (2005)                                                                          |                                                                                      | |
| Bentouja (بن طوجة) | Andalous | Souissi (1979), Razzouk (1998), Kettani (2005), Benabdallah (2008), Kriem (Andalous)                                    | Esp. Pantoja                                                                         | |
| Benyoussef (بن يوسف) | Andalous | Souissi (1979), Benabdallah (2008)                                                                                      |                                                                                      | |
| Bera (بيرة) | Andalous | Kriem (Ribat al-Fath)                                                                                                   | Esp. Pira                                                                            | |
| Berbich (بربيش) | Andalous | Souissi (1979), Razzouk (1998), Kettani (2005), Kriem (Andalous)                                                        | Esp. Barbes                                                                          | Impasse Berbich dans la médina de Rabat                                                              |
| Beribri (El-) (البريبري) | Andalous | Souissi (1979), Zahiri (Tétouan)                                                                                        | Esp. Baraibar                                                                        | |
| Bernoussi (El-) (البرنوصي) | | Souissi (1979), Benabdallah (2008)                                                                                      |                                                                                      | |
| Berrado (برادو) | Andalous | Souissi (1979), Razzouk (1998), Kettani (2005), Benabdallah (2008)                                                      | Esp. Prado                                                                           | |
| Berrajaâ (بن راجع) | Andalous | Souissi (1979), Benabdallah (2008)                                                                                      |                                                                                      | |
| Bezzaza (بزازة) | Andalous | Razzouk (1998) | Éteinte                                                                              | |
| Biezzar (بيزار) | Andalous | Benabdallah (2008), Kriem (Andalous), Encyclopédie du Maroc (tome I)                                                    | Branche de la famille Benbrahim                                                      | |
| Bisser (بيسير) | Andalous | Souissi (1979), Razzouk (1998), Kettani (2005), Kriem (Andalous)                                                        |                                                                                      | |
| Bitaouri (El-) (البطاوري) | Andalous, établis auparavant à Cherchell | Souissi (1979), Benabdallah (2008), Benabdallah (Tétouan)                                                               |                                                                                      | |
| Blidi (El-) (البليدي) | Andalous | Souissi (1979), Kettani (2005)                                                                                          |                                                                                      | |
| Bono (بونو) | Andalous | Souissi (1979), Razzouk (1998), Kettani (2005), Benabdallah (2008)                                                      | Esp. Bueno                                                                           | |
| Bouâlam (بوعلام) | | Souissi (1979) |                                                                                      | |
| Bouâllaga (بوعلاگة) | Andalous | Souissi (1979), Benabdallah (2008)                                                                                      |                                                                                      | |
| Bouanane (بوعنان) | | Souissi (1979), Benabdallah (Tétouan), Benabdallah (2008)                                                               |                                                                                      | Impasse Bouanane dans la médina de Rabat                                                             |
| Bouazzaoui (El-) (البوعزاوي) | | Benabdallah (2008) |                                                                                      | Impasse Bouazzaoui dans la médina de Rabat                                                           |
| Bouchkaoui (El-) (بو الشكاوي) | Chellah | Souissi (1979) |                                                                                      | Impasse Bouchkaoui dans la médina de Rabat                                                           |
| Boudlali (El-) (البودلالي) | | Souissi (1979) |                                                                                      | |
| Bouhedou (بوحدو) | Auparavant établis à Salé | Souissi (1979) |                                                                                      | |
| Bouhlal (بوهلال) | Fès | Souissi (1979), Benabdallah (2008)                                                                                      |                                                                                      | Rue Bouhlal et saba (passage) éponyme dans la médina de Rabat                                        |
| Boujemâa (بوجمعة) | | Souissi (1979) |                                                                                      | |
| Boujendar (بوجندار) | Andalous | Souissi (1979), Benabdallah (2008), Kriem (Andalous)                                                                    |                                                                                      | Impasse Boujendar dans la médina de Rabat                                                            |
| Boujida (بوجيدة) | | Souissi (1979), Benabdallah (2008)                                                                                      |                                                                                      | Rue Boujida dans la médina de Rabat                                                                  |
| Boukili (El-) (البوكيلي) | Algérie | |                                                                                      | |
| Boulaâmane (بولعمان) | | Souissi (1979) |                                                                                      | |
| Boumediane (بومديان) | | |                                                                                      | |
| Bouri (El-) (البوري) | | Benabdallah (2008) |                                                                                      | |
| Bourqia (بورقية) | Algérie | Souissi (1979), Benabdallah (2008)                                                                                      |                                                                                      | |
| Boutahra (بوتاهرة) | | Souissi (1979) |                                                                                      | |
| Bribri (El-) (البريبري) | Famille d'origine andalouse initialement établie à Salé et Tétouan ; une branche de la famille salétine s'est établie à Rabat à une date incertaine | Benabdallah (2008), Encyclopédie du Maroc (tome III)                                                                    |                                                                                      | |
| Briji (El-) (البريجي) | Andalous | Kettani (2005) | Litt. de Berja                                                                       | |
| Britel (بريطل) | Andalous | Souissi (1979), Benabdallah (2008), Zahiri (Tétouan), Encyclopédie du Maroc (tome III)                                  |                                                                                      | |
| Brouzi (El-) (البروزي) | | | Branche cadette: Zabouri (Ez-) (الزبوري)                                             | |
| Bzioui (El-) (البزيوي) | | Souissi (1979), Benabdallah (2008)                                                                                      |                                                                                      | |
| Chaïeb-ʿAïno (Ech-) (الشايب عينو) | | |                                                                                      | |
| Chechteri (Ech-) (الششتري) | Andalous | Benabdallah (2008), Boujendar (1926)                                                                                    |                                                                                      | |
| Cheddadi (Ech-) (الشدادي) | Auparavant établis à Salé | Souissi (1979), Benabdallah (2008)                                                                                      |                                                                                      | |
| Chellaoui (Ech-) (الشلاوي) | Chellah | Souissi (1979), Benabdallah (2008)                                                                                      |                                                                                      | |
| Chentiak (شنتياك) | Andalous | Souissi (1979), Razzouk (1998), Kettani (2005), Benabdallah (2008)                                                      | Esp. Santiago                                                                        | |
| Cherigan (شريگان) | | |                                                                                      | |
| Cherqi (Ech-) (الشرقي) | Andalous | Benabdallah (2008) |                                                                                      | |
| Cherqaoui (Ech-) (الشرقاوي) | | Souissi (1979), Benabdallah (2008)                                                                                      |                                                                                      | |
| Chiadmi (Ech-) (الشياظمي) | Andalous | Souissi (1979), Benabdallah (2008)                                                                                      |                                                                                      | |
| Chihani (Ech-) (الشيحاني) | | Benabdallah (2008) |                                                                                      | |
| Chkalante (شكالانط) | Andalous | Souissi (1979), Razzouk (1998), Kettani (2005), Benabdallah (2008), Encyclopédie du Maroc (tome II)                     | Esp. Escalante                                                                       | |
| Chokhmane (شخمان) | Aït Choukhmane | |                                                                                      | |
| Daânoune (دعنون) | Andalous | Souissi (1979), Razzouk (1998)                                                                                          | Esp. Deanun                                                                          | |
| Dabila (دابيلا) | Andalous | | Esp. Davila                                                                          | |
| Dakka (ضاكة) | Andalous | Souissi (1979), Razzouk (1998), Kettani (2005), Benabdallah (2008)                                                      |                                                                                      | |
| Daqqaq (Ed-) (الدقاق) | Andalous | Souissi (1979), Razzouk (1998)                                                                                          |                                                                                      | |
| Debbi (Ed-) (الدبي) | | Souissi (1979), Benabdallah (2008)                                                                                      |                                                                                      | |
| Drhimeur (Ed-) (الدغيمر) | Sijilmassa | Souissi (1979) |                                                                                      | |
| Dias (دياس) | Andalous | Souissi (1979), Razzouk (1998), Kettani (2005), Benabdallah (2008)                                                      | Esp. Diaz                                                                            | |
| Dinia (دينية) | Andalous | Souissi (1979), Razzouk (1998), Kettani (2005), Benabdallah (2008)                                                      | Esp. Denia                                                                           | |
| Doghmi (Ed-) (الدغمي) | Andalous | Kettani (2005), Benabdallah (2008)                                                                                      | Litt. de Benidorm                                                                    | |
| Dominko (دومينكو) | Andalous | Benabdallah (2008), Kriem (Andalous)                                                                                    | Esp. Domingo                                                                         | |
| Douk (Ed-) (الدك) | Andalous | Souissi (1979), Razzouk (1998), Kettani (2005), Benabdallah (2008)                                                      | Esp. Duque                                                                           | Rue Ed-Douk dans la médina de Rabat                                                                  |
| Doukkali (Ed-) (الدكالي) | Famille originaire de la Doukkala, établie à Rabat avant le XIXe siècle                                                                             | Souissi (1979), Elfassi (1996)                                                                                          |                                                                                      | Impasse Doukkali dans la médina de Rabat                                                             |
| Faraj (فَرَج) | Andalous | Kettani (2005), Kriem (Andalous)                                                                                        |                                                                                      | Rue Faraj dans la médina de Rabat                                                                    |
| Farchado (فرشادو) | Andalous | Souissi (1979), Razzouk (1998), Kettani (2005), Benabdallah (2008)                                                      | Esp. Fajardo                                                                         | |
| Fassi (El-) (الفاسي) | Fès | Souissi (1979), Benabdallah (2008)                                                                                      |                                                                                      | Impasse El-Fassi dans la médina de Rabat                                                             |
| Fekhar (El-) (الفخار) | | Benabdallah (2008) |                                                                                      | |
| Fekkak (El-) (الفكاك) | | Souissi (1979) |                                                                                      | |
| Fenjiro (فنجيرو) | Andalous | Souissi (1979), Razzouk (1998), Kettani (2005), Benabdallah (2008)                                                      | Esp. Fuengirolo, Litt. de Fuengirola                                                 | |
| Fenqach (فنقاش) | Andalous | | Esp. Venegas, Éteinte                                                                | |
| Ferfra (فرفرة) | | Benabdallah (2008) |                                                                                      | |
| Filal (فيلال) | | Souissi (1979) |                                                                                      | Impasse Filal dans la médina de Rabat                                                                |
| Florich (فلوريش) | Andalous | Souissi (1979), Razzouk (1998), Kettani (2005)                                                                          | Esp. Flores                                                                          | |
| Frej (فرج) | Doukkala | Souissi (1979), Benabdallah (Salé)                                                                                      |                                                                                      | |
| Gazoulit (گازوليط) | Andalous | Souissi (1979), Benabdallah (2008)                                                                                      | Esp. Gazules                                                                         | |
| Ghandour (El-) (الغندور) | Andalous | Benabdallah (2008) |                                                                                      | |
| Ghannam (غنام) | Andalous | Souissi (1979), Razzouk (1998), Kettani (2005)                                                                          |                                                                                      | Impasse Ghannam dans la médina de Rabat                                                              |
| Gharbaoui (El-) (الغرباوي) | | Benabdallah (2008) |                                                                                      | |
| Gharbi (El-) (الغربي) | Andalous (Grenade) | Souissi (1979), Bargach (1998)                                                                                          |                                                                                      | |
| Gharnati (El-) (الغرناطي) | Andalous | Benabdallah (2008), Kriem (Andalous)                                                                                    | Litt. de Grenade                                                                     | |
| Ghefir (غفير) | | |                                                                                      | |
| Gheziyel (El-) (الغزيل) | Andalous | Benabdallah (2008) |                                                                                      | |
| Golyat (گوليات) | Andalous | Benabdallah (2008) |                                                                                      | |
| Grillan (گريلان) | | Souissi (1979) |                                                                                      | |
| Guedira (اگديرة) | Andalous | Souissi (1979), Razzouk (1998), Kettani (2005), Benabdallah (2008)                                                      | D'Alcalá de Guadaíra                                                                 | |
| Guelzim (گلزيم) | | Souissi (1979) |                                                                                      | |
| Guemra (El-) (الگمرة) | Andalous | Souissi (1979), Kettani (2005)                                                                                          | Esp. Camarra                                                                         | |
| Guendouz (El-) (الگندوز) | | |                                                                                      | |
| Guessous (گسوس) | Andalous | Souissi (1979), Kettani (2005)                                                                                          |                                                                                      | |
| Harim (El-) (الهرم) | | Souissi (1979), Benabdallah (2008)                                                                                      |                                                                                      | |
| Ḥaddad (El-) (الحداد) | Andalous | Souissi (1979), Razzouk (1998), Kettani (2005), Benabdallah (2008)                                                      |                                                                                      | |
| Ḥafi (El-) (الحافي) | Andalous | Souissi (1979), Razzouk (1998)                                                                                          |                                                                                      | |
| Ḥajjam (El-) (الحجام) | | |                                                                                      | |
| Ḥajji (El-) (الحاجي) | | Souissi (1979), Benabdallah (2008)                                                                                      |                                                                                      | |
| Ḥajoui (El-) (الحجوي) | Andalous | Souissi (1979), Benabdallah (2008), Encyclopédie du Maroc (tome XI)                                                     |                                                                                      | |
| Ḥakam (حكم) | | Souissi (1979), Benabdallah (2008)                                                                                      |                                                                                      | |
| Ḥamri (El-) (الحمري) | Andalous | Razzouk (1998) | Éteinte                                                                              | |
| Ḥasnaoui (El-) (الحسناوي) | | Souissi (1979), Benabdallah (2008)                                                                                      |                                                                                      | |
| Ḥassani (El-) (الحسَّاني) | | Souissi (1979), Benabdallah (Tétouan), Benabdallah (2008)                                                               |                                                                                      | Rue Hassani dans la médina de Rabat                                                                  |
| Ḥimmi (حيمي) | Berbères | | Orig. Aït Himmi                                                                      | |
| Ḥiro (حيرو) | Andalous | Razzouk (1998) |                                                                                      | |
| Ḥjomri (El-) (الحجمري) | | Souissi (1979), Benabdallah (2008), Encyclopédie du Maroc (tome XI)                                                     |                                                                                      | |
| Ḥmiyer (El-) (الحمير) | | Benabdallah (2008) |                                                                                      | |
| Ḥonsali (El-) (الحنصالي) | | Souissi (1979), Benabdallah (2008)                                                                                      |                                                                                      | |
| Ḥsain (احساين) | Andalous | Benabdallah (2008) |                                                                                      | |
| Ḥsini (El-) (الحصيني) | | Benabdallah (2008) |                                                                                      | |
| Idrissi (El-) (الادريسي) | Chérifs idrissides | Souissi (1979) |                                                                                      | |
| Jazouli (El-) (الجزولي) | Andalous, voir Lamiro | |                                                                                      | |
| Jebari (Ej-) (الجباري) | | Souissi (1979), Benabdallah (2008)                                                                                      |                                                                                      | |
| Jebro (جبرو) | Andalous | Souissi (1979), Razzouk (1998), Kriem (Andalous)                                                                        |                                                                                      | |
| Jirari (El-) (الجراري) | Guich des Oudaïas | Souissi (1979) |                                                                                      | Derb (ruelle) El-Jirari dans la médina de Rabat                                                      |
| Jiyar (Ej-) (الجيار) | | Benabdallah (Tétouan)                                                                                                   |                                                                                      | |
| Jnieh (جنيح) | | |                                                                                      | |
| Jnyen (جنين) | Andalous (Portugal) | Bargach (1998) |                                                                                      | Rue Jnyen dans la médina de Rabat                                                                    |
| Jorio (جوريو) | Andalous | Souissi (1979), Razzouk (1998), Kettani (2005), Benabdallah (2008)                                                      | Esp. Osorio                                                                          | |
| Kadiri, Kadri (El-) (القادري) | Chérifs Hassan | Souissi (1979) | Présente parmi les grandes familles anciennes de Fès, Salé et Rabat.                 | Rue Ibn Tayeb Al Kadiri, Agdal Riyad, Rabat                                                          |
| Kandroun (كنضرون) | Andalous | Souissi (1979), Razzouk (1998)                                                                                          | Esp. Calderon                                                                        | |
| Karrakchou (كراكشو) | Andalous | Souissi (1979), Razzouk (1998), Kettani (2005), Benabdallah (2008), Zahiri (Tétouan)                                    | Esp. Carrasco                                                                        | |
| Khachan (خشّان) | | Souissi (1979) |                                                                                      | |
| Khales (خالص) | Andalous | Kettani (2005) | Esp. Galès                                                                           | |
| Khiat (El-) (الخياط) | | Souissi (1979) |                                                                                      | |
| Kholti (El-) (الخلطي) | Khlot | Benabdallah (2008) |                                                                                      | |
| Kilito (كليطو) | Andalous | Souissi (1979), Razzouk (1998), Kettani (2005), Benabdallah (2008), Zahiri (Tétouan)                                    | Esp. Querido                                                                         | |
| Kouindi (El-) (الكويندي) | Andalous | Benabdallah (2008), Kriem (Andalous)                                                                                    |                                                                                      | |
| Krari (El-) (الكراري) | Andalous | Souissi (1979) |                                                                                      | |
| Kriem (كريّم) | Andalous | Souissi (1979), Benabdallah (2008), Kriem (Andalous)                                                                    |                                                                                      | |
| Krispo (كريسپو) | Andalous | Souissi (1979), Razzouk (1998), Kettani (2005), Benabdallah (2008)                                                      | Esp. Crespo                                                                          | |
| Laâlej (العلج) | Renégats européens | Souissi (1979) | Litt. converti                                                                       | |
| Labiad (الأبيض) | Andalous | Souissi (1979), Razzouk (1998), Kettani (2005), Benabdallah (2008)                                                      | Orig. Blanco                                                                         | |
| Labniouri (البنيوري) | | Souissi (1979) |                                                                                      | |
| Lahiani (اللحياني) | | Souissi (1979) |                                                                                      | |
| Lahlou (لحلو) | Andalous | Souissi (1979) |                                                                                      | |
| Lamdaouar (المدور) | Andalous | Souissi (1979), Razzouk (1998), Kettani (2005), Benabdallah (2008)                                                      | Esp. Almodovar                                                                       | |
| Lamharzi (المحرزي) | Chellah | Souissi (1979) |                                                                                      | |
| Lazraq (الأزرق) | | Souissi (1979), Benabdallah (Tétouan), Benabdallah (2008)                                                               |                                                                                      | Impasse Lazraq dans la médina de Rabat                                                               |
| Lamiro (لاميرو) | Andalous | Souissi (1979), Razzouk (1998), Kettani (2005), Benabdallah (2008), Boujendar (1926)                                    | Esp. Romero Branche subsistante: Jazouli (El-) (الجزولي)                             | Impasse El-Jazouli dans la médina de Rabat                                                           |
| Lazarou (لازارو) | Andalous | Souissi (1979), Kettani (2005), Benabdallah (2008), Kriem (Andalous)                                                    | Esp. Lazarro                                                                         | |
| Lisfi (اليسفي) | | Souissi (1979) | Éteinte                                                                              | Saba (passage) Lisfi dans la médina de Rabat                                                         |
| Lisser (ليسر) | Andalous | Souissi (1979), Kriem (Ribat al-Fath)                                                                                   |                                                                                      | |
| Loubaris (لوباريس) | Andalous | Souissi (1979), Razzouk (1998), Kettani (2005), Benabdallah (2008)                                                      | Esp. Olivares                                                                        | Impasse Loubaris dans la médina de Rabat                                                             |
| Louchi (El-) (اللوشي) | Andalous | Souissi (1979), Razzouk (1998), Kettani (2005), Kriem (Andalous)                                                        | Litt. de Loja                                                                        | |
| Loudiyi (الأوديي) | Guich des Oudaïas | Souissi (1979) |                                                                                      | |
| Louraoui (الأوراوي) | Chaouïa | Souissi (1979), Benabdallah (2008)                                                                                      |                                                                                      | Impasse Louraoui dans la médina de Rabat                                                             |
| Maâdani (El-) (المعداني) | | Souissi (1979), Benabdallah (2008)                                                                                      |                                                                                      | |
| Maâmouri (El-) (المعموري) | Andalous | Souissi (1979), Benabdallah (2008)                                                                                      |                                                                                      | |
| Maâroufi (El-) (المعروفي) | | Souissi (1979) |                                                                                      | |
| Maghraoui (El-) (المغراوي) | Andalous | Kettani (2005) | Litt. d'Almagro                                                                      | |
| Malki (El-) (المالكي) | Andalous | Kriem (Andalous) |                                                                                      | |
| Malqi (El-) (المالقي) | Andalous | Benabdallah (2008) | Litt. de Malaga                                                                      | |
| Mansinech (منسينيش) | Andalous | Benabdallah (2008), Kriem (Ribat al-Fath)                                                                               |                                                                                      | |
| Maras (El-) (المراس) | Andalous | Souissi (1979), Razzouk (1998), Kettani (2005), Benabdallah (2008)                                                      | Esp. Marás                                                                           | Impasse Maras dans la médina de Rabat ; Quartier Marassa (hors-médina)                               |
| Marcil (مارسيل) | Andalous | Souissi (1979), Razzouk (1998), Kettani (2005), Benabdallah (2008)                                                      | Esp. Marcelo                                                                         | Impasse Marcil dans la médina de Rabat                                                               |
| Marrakchi (El-) (المراكشي) | | Souissi (1979), Benabdallah (2008)                                                                                      |                                                                                      | |
| Matjinouch (متجينوش) | Andalous | Souissi (1979), Razzouk (1998), Kettani (2005), Benabdallah (2008), Kriem (Andalous)                                    | Esp. Matguinuch                                                                      | |
| Mbarki (El-) (المباركي) | | |                                                                                      | |
| Mbirko (El-) (امبيركو) | Andalous | Kriem (Andalous) |                                                                                      | |
| Meddoun (مدون) | Andalous | Souissi (1979), Razzouk (1998), Kettani (2005)                                                                          |                                                                                      | |
| Medkouri (El-) (المذكوري) | | Benabdallah (2008) |                                                                                      | Impasse Medkouri dans la médina de Rabat                                                             |
| Mejdoubi (El-) (المجدوبي) | | Souissi (1979) |                                                                                      | |
| Mejjati (El-) (المجاطي) | | |                                                                                      | |
| Meknassi (El-) (المكناسي) | | Souissi (1979), Benabdallah (2008)                                                                                      |                                                                                      | |
| Mekouar (مكوار) | Fès | Souissi (1979), Benabdallah (2008)                                                                                      |                                                                                      | |
| Meninich (منينيش) | Andalous | Kriem (Andalous) |                                                                                      | |
| Mesnaoui (El-) (المسناوي) | Andalous | Benabdallah (2008), Kriem (Andalous), Boujendar (1926)                                                                  |                                                                                      | |
| Mestaghanmi (El-) (المستغانمي) | Mostaganem | Souissi (1979) |                                                                                      | |
| Mestiri (El-) (المستيري) | | Souissi (1979), Benabdallah (2008)                                                                                      |                                                                                      | |
| Molato (مولاطو) | Andalous | Souissi (1979), Razzouk (1998), Kettani (2005), Benabdallah (2008)                                                      | Esp. Mulato                                                                          | |
| Moreno (مورينو) | Andalous | Souissi (1979), Razzouk (1998), Kettani (2005), Benabdallah (2008)                                                      |                                                                                      | Impasse Moreno dans la Médina de Rabat                                                               |
| Mouaq (El-) (المواق) | Andalous | Souissi (1979), Kriem (Andalous)                                                                                        |                                                                                      | |
| Moudden (El-) (المودن) | Andalous | Benabdallah (2008) |                                                                                      | |
| Mouline (ملين) | Andalous | Souissi (1979), Razzouk (1998), Kettani (2005), Benabdallah (2008)                                                      | Esp. Molina                                                                          | |
| Moumen (El-) (مومن) | | |                                                                                      | |
| Mourssi (El-) (المرسي) | Andalous | Benabdallah (2008) | Litt. de Murcie                                                                      | |
| Mrani (El-) (المراني) | Chérifs | |                                                                                      | |
| Mrini (El-) (المريني) | Mérinides | Souissi (1979) | Présente aussi parmi les familles anciennes de Fès, de Salé et de Tétouan            | |
| Naciri (En-) (الناصري) | | Souissi (1979), Benabdallah (2008)                                                                                      |                                                                                      | |
| Oualalou (والعلو) | | Souissi (1979) |                                                                                      | |
| Oualhaj (والحاج) | | Souissi (1979) |                                                                                      | |
| Ouardighi (El-) (الورديغي) | Ouardigha | |                                                                                      | Impasse El-Ouardighi dans la médina de Rabat                                                         |
| Ouazzahra (والزهرة) | Andalous | Souissi (1979), Razzouk (1998), Kettani (2005), Kriem (Andalous)                                                        |                                                                                      | Impasse Ouazzahra dans la médina de Rabat                                                            |
| Ouazzani (El-) (الوزاني) | Chérifs idrissides | Souissi (1979) |                                                                                      | |
| Palambo (پلامبو) | Andalous | Souissi (1979), Razzouk (1998)                                                                                          | Esp. Palombo                                                                         | |
| Palamino (پلامينو) | Andalous | Souissi (1979), Razzouk (1998), Kettani (2005), Benabdallah (2008)                                                      | Esp. Palomino                                                                        | |
| Palissio (پليسيو) | Andalous | Souissi (1979), Razzouk (1998), Kettani (2005)                                                                          | Esp. Palacio                                                                         | |
| Peres (پريس) | Andalous | Souissi (1979), Razzouk (1998), Kettani (2005), Benabdallah (2008)                                                      | Esp. Perez                                                                           | |
| Pernani (El-) (الپرناني) | Andalous | | Éteinte                                                                              | Rue Pernani dans la médina de Rabat                                                                  |
| Piro (پيرو) | Andalous | Souissi (1979), Razzouk (1998), Kettani (2005), Benabdallah (2008), Zahiri (Tétouan)                                    | Esp. Peron                                                                           | Impasse Piro dans la médina de Rabat                                                                 |
| Qabbaj (El-) (القباج) | | Souissi (1979), Benabdallah (2008)                                                                                      |                                                                                      | Impasse Qabbaj dans la médina de Rabat                                                               |
| Qadiri (El-) (القادري) | Chérifs | Souissi (1979) |                                                                                      | |
| Qadmiri (El-) (القدميري) | Chérifs idrissides | Souissi (1979), Elfassi (1996)                                                                                          |                                                                                      | |
| Qamarada (قماردة) | Andalous | Souissi (1979), Kettani (2005)                                                                                          | Esp. Camarada                                                                        | |
| Karioun (قريون) | Andalous | Souissi (1979), Razzouk (1998), Kettani (2005), Benabdallah (2008)                                                      | Esp. Correon                                                                         | |
| Qarqouri (El-) (القرقوري) | Andalous | Benabdallah (2008) |                                                                                      | |
| Qasri (El-) (القصري) | Andalous | Razzouk (1998), Kettani (2005), Benabdallah (2008), Kriem (Andalous)                                                    |                                                                                      | |
| Qestali (El-) (القسطالي) | Andalous | Souissi (1979), Razzouk (1998), Kettani (2005), Kriem (Andalous)                                                        |                                                                                      | |
| Qjiri (El-) (القجيري) | | Souissi (1979) |                                                                                      | |
| Qoria (قورية) | Andalous | Souissi (1979), Razzouk (1998), Kettani (2005), Benabdallah (2008), Kriem (Andalous)                                    | Esp. Coria                                                                           | |
| Qortobi (El-) (القرطبي) | Andalous (Cordoue) | Souissi (1979), Razzouk (1998), Kettani (2005), Benabdallah (2008)                                                      | Litt. de Cordoue                                                                     | |
| Qsamtini (El-) (القسمطيني) | | Benabdallah (2008) |                                                                                      | |
| Raissi (Er-) (الرايسي) | Andalous | Kriem (Ribat al-Fath)                                                                                                   |                                                                                      | Rue Raissi dans la médina de Rabat ; jebel (mont) Raissi –en réalité une colline– au sud de la ville |
| Regragui (Er-) (الرگراگي) | Regragua | Souissi (1979) |                                                                                      | |
| Reghay (Er-) (الرغاي) | Andalous | Souissi (1979), Benabdallah (2008), Encyclopédie du Maroc (tome XIII)                                                   | Esp. Aragay                                                                          | |
| Rifai (Er-) (الرفاعي) | Andalous (Grenade) | Souissi (1979), Benabdallah (2008), Kriem (Andalous), Encyclopédie du Maroc (tome XIII)                                 |                                                                                      | |
| Rih (Er-) (الريح) | | Souissi (1979), Benabdallah (2008)                                                                                      |                                                                                      | |
| Ringa (Er-) (الرينگة) | Andalous | Kettani (2005), Benabdallah (2008)                                                                                      |                                                                                      | |
| Rkyek (Er-) (الركيك) | Andalous | Razzouk (1998) |                                                                                      | |
| Rokso (روكسو) | Andalous | Benabdallah (2008) |                                                                                      | |
| Ronda (Er-) (الرندة) | Andalous | Razzouk (1998), Kettani (2005), Benabdallah (2008), Zahiri (Tétouan)                                                    |                                                                                      | |
| Rondi (Er-) (الرندي) | Andalous | Souissi (1979), Razzouk (1998), Zahiri (Tétouan)                                                                        | Litt. de Ronda                                                                       | |
| Rouan (Er-) (الروان) | Andalous | Souissi (1979), Kettani (2005)                                                                                          | Esp. Roán                                                                            | |
| Rouass (Er-) (الرواس) | Andalous | |                                                                                      | |
| Roudies (ردياس) | Andalous | Souissi (1979), Razzouk (1998), Kettani (2005), Benabdallah (2008)                                                      | Esp. Rodriguez                                                                       | Impasse Roudies dans la médina de Rabat                                                              |
| Rouijel (Er-) (الرويجل) | | Souissi (1979) |                                                                                      | |
| Rtabi (Er-) (الرتابي) | | |                                                                                      | |
| Rtal (Er-) (الرطل) | Andalous | Souissi (1979), Benabdallah (Tétouan)                                                                                   |                                                                                      | |
| Ryech (Er-) (الريش) | Andalous | Souissi (1979), Benabdallah (2008)                                                                                      | Esp. Reyes                                                                           | |
| Sahli (Es-) (السهلي) | Andalous | Kettani (2005) |                                                                                      | |
| Salmi (Es-) (السالمي) | Andalous, auparavant établis à Chellah | Souissi (1979), Benabdallah (2008), Benabdallah (Tétouan)                                                               |                                                                                      | |
| Sayeh (Es-) (السايح) | Andalous | Souissi (1979), Benabdallah (2008), Encyclopédie du Maroc (tome XIV)                                                    |                                                                                      | |
| Sbiyaâ (Es-) (السبيع) | | Benabdallah (2008) |                                                                                      | |
| Scordos (سكوردوس) | Andalous | Benabdallah (2008) | Esp. Escuerdos                                                                       | |
| Sebbahi (Es-) (الصباحي) | | Souissi (1979), Benabdallah (2008), Encyclopédie du Maroc (tome XVI)                                                    |                                                                                      | Rue Sebbahi dans la médina de Rabat                                                                  |
| Sebbata (سباطة) | Andalous | Souissi (1979), Razzouk (1998), Kettani (2005), Benabdallah (2008)                                                      | Esp. Zapata                                                                          | |
| Sehimi (Es-) (السحيمي) | Andalous | Souissi (1979) |                                                                                      | |
| Semmar (Es-) (السمار) | Andalous, descendants d'Ali Al-Mandri | Benabdallah (Tétouan), Encyclopédie du Maroc (tome XV)                                                                  | Branche cadette: Mandri (El-) (المنظري), ayant repris le nom d'origine de la famille | |
| Senhaji (Es-) (الصنهاجي) | Sanhadjas | Souissi (1979) |                                                                                      | |
| Sensiad (Es-) (السنصياض) | Andalous | Razzouk (1998), Benabdallah (2008), Kriem (Andalous)                                                                    | Éteinte                                                                              | |
| Serroukh (Es-) (الصروخ) | | Souissi (1979) |                                                                                      | |
| Siroun (صيرون) | Andalous | Souissi (1979), Razzouk (1998)                                                                                          | Esp. Cerrone                                                                         | |
| Slaitan (سليطان) | Andalous | Souissi (1979), Benabdallah (2008)                                                                                      |                                                                                      | |
| Sondal (صندال) | Andalous | Souissi (1979), Kettani (2005)                                                                                          |                                                                                      | |
| Souini (Es-) (الصويني) | | Souissi (1979) |                                                                                      | |
| Souissi (Es-) (السويسي) | Seguia el-Hamra | Souissi (1979), Benabdallah (2008), Encyclopédie du Maroc (tome XV)                                                     |                                                                                      | Impasse Souissi dans la médina de Rabat ; Quartier Souissi au sud des murailles almohades            |
| Soussi (Es-) (السوسي) | Sousse (Tunisie) | |                                                                                      | |
| Srairi (Es-) (السرايري) | | Souissi (1979), Benabdallah (2008), Encyclopédie du Maroc (tome XV)                                                     |                                                                                      | |
| Tadili (Et-) (التادلي) | Tadla | Souissi (1979), Benabdallah (2008)                                                                                      |                                                                                      | |
| Tajin (Et-) (الطاجين) | | |                                                                                      | |
| Tamouro (تامورو) | Andalous | Souissi (1979), Razzouk (1998), Kettani (2005), Benabdallah (2008)                                                      | Esp. Chamorro                                                                        | |
| Tazi (Et-) (التازي) | | Souissi (1979), Benabdallah (2008)                                                                                      |                                                                                      | Impasse Tazi dans la médina de Rabat                                                                 |
| Tebbaâ (Et-) (التباع) | | Souissi (1979) |                                                                                      | |
| Tefor (Et-) (الطيفور) | Andalous | Souissi (1979), Razzouk (1998), Kettani (2005), Benabdallah (2008), Kriem (Andalous)                                    |                                                                                      | |
| Tekko (تكو) | Andalous | Benabdallah (2008), Kriem (Andalous)                                                                                    |                                                                                      | |
| Tilio (تليو) | Andalous | Benabdallah (2008), Kriem (Andalous), Benabdallah (Tétouan)                                                             | Éteinte                                                                              | Rue Tilio dans la médina de Rabat                                                                    |
| Tkito (تكيطو) | Andalous | Souissi (1979), Razzouk (1998), Kettani (2005), Benabdallah (2008), Kriem (Andalous)                                    | Esp. Chiquito                                                                        | |
| Tlemsani (Et-) (التلمساني) | Tlemcen | |                                                                                      | |
| Tobi (Et-) (الطوبي) | Andalous | Souissi (1979), Benabdallah (2008)                                                                                      |                                                                                      | |
| Touerto (طويرطو) | Andalous | Benabdallah (2008), Kriem (Andalous)                                                                                    | Esp. Tuerto                                                                          | |
| Toumi (Et-) (التومي) | | Souissi (1979) |                                                                                      | |
| Tounsi (Et-) (التونسي) | Andalous | Souissi (1979), Razzouk (1998), Kettani (2005)                                                                          |                                                                                      | |
| Trabelsi (Et-) (الطرابلسي) | Tripoli | |                                                                                      | |
| Trari (Et-) (الطراري) | | |                                                                                      | |
| Tredano (طريدانو) | Andalous | Kettani (2005), Benabdallah (2008)                                                                                      | Esp. Toledano ; branche cadette: Benmessaoud (بن مسعود)                              | Impasse Benmessaoud dans la médina de Rabat                                                          |
| Triki (Et-) (التريكي) | Turque | Souissi (1979) | Ascendance andalouse (Benabdallah, 2008)                                             | |
| Yabouri (El-) (اليابوري) | Andalous (Portugal) | Kettani (2005), Benabdallah (2008)                                                                                      | Litt. d'Évora                                                                        | |
| Yamani (El-) (اليمني) | Yemen | |                                                                                      | |
| Yazidi (El-) (اليزيدي) | | Benabdallah (2008) |                                                                                      | |
| Zaîmi (Ez-) (الزعيمي) | Chérifs idrissides | Souissi (1979), Benabdallah (2008), Elfassi (1996)                                                                      |                                                                                      | |
| Zaki (Ez-) (الزكي) | | Souissi (1979), Benabdallah (2008)                                                                                      |                                                                                      | |
| Zebdi (Ez-)(الزبدي) | Andalous | Souissi (1979), Razzouk (1998), Kettani (2005), Benabdallah (2008), Kriem (Andalous)                                    | Esp. Acevedo                                                                         | Rue Zebdi dans la médina de Rabat                                                                    |
| Ziani (Ez-) (الزياني) | | Souissi (1979) |                                                                                      | |
| Ziati (Ez-) (الزياتي) | Beni Ziat (Ghomaras) | Souissi (1979), Benabdallah (Tétouan), Benabdallah (2008)                                                               |                                                                                      | |
| Zkik (ازكيك) | Andalous | Souissi (1979) |                                                                                      | |
| Znaidi (Ez-) (الزنايدي) | | Souissi (1979), Benabdallah (2008)                                                                                      |                                                                                      | Rue Znaidi dans la médina de Rabat                                                                   |
| Znati (Ez-) (الزناتي) | | Souissi (1979), Benabdallah (2008)                                                                                      |                                                                                      | |
| Zott (Ez-) (الزط) | Andalous | Benabdallah (2008), Kriem (Andalous)                                                                                    |                                                                                      | |
| Ztot (Ez-) (ازطوط) | Andalous | Souissi (1979), Razzouk (1998), Kettani (2005), Benabdallah (2008), Kriem (Andalous)                                    |                                                                                      | |
| Zouaghi (Ez-) (الزواغي) | | Souissi (1979), Benabdallah (2008)                                                                                      |                                                                                      | |
| Zreda (زرادة) | Andalous (Portugal) | Bargach (1998) |                                                                                      | |
| Citations: • M. Bargach, Une famille au cœur de l'histoire (« Bargach (1998) ») • A. Benabdallah, L’Encyclopédie de Rabat (« Benabdallah (2008) ») • A. Benabdallah : Salé, point de départ de la civilisation dans la région de l'Embouchure du Bouregreg (« Benabdallah (Salé) ») • A. Benabdallah : Tétouan, Capitale du nord et source de son rayonnement (« Benabdallah (Tétouan) ») • M. Boujendar, Introduction de l'Histoire de Ribat al-Fath (« Boujendar (1926) ») • A.-M. Kettani, La propagation de l'Islam dans Al-Andalus (« Kettani (2005) ») • A. Kriem : Le rôle des réfugiés andalous à Ribat al-Fath dans la résistance à la conquête espagnole de l'Embouchure du Bouregreg (« Kriem (Andalous) ») • A. Kriem : Ribat al-Fath, ville andalouse d'outre-mer (« Kriem (Ribat al-Fath) ») • M. Razzouk, Les Andalous et leurs migrations vers le Maroc pendant les XVIe et XVIIe siècles (« Razzouk (1998) ») • A. Souissi, L'Histoire de Ribat al-Fath (« Souissi (1979) ») • S. Zahiri : Les Familles Andalouses Morisques à Tétouan, Racines et Ramifications (« Zahiri (Tétouan) ») • A. Elfassi, La ville de Ribat al-Fath et ses notables au XIXe et au début du XXe siècles (« Elfassi (1996) ») • Encyclopédie du Maroc (« Encyclopédie du Maroc (tome) ») | | |                                                                                      | |

## Rbatis célèbres

### Période pré-coloniale
- Abderrahman Bargach, grand amiral des corsaires de Rabat sous le règne du Sultan Abd ar-Rahman ;
- Youssef Diaz, ambassadeur du Maroc en Angleterre au début du XVIIIe siècle ;
- Bennasser Ghannam, ambassadeur du Maroc en France et en Russie au début du XXe siècle ;
- Amiral el-Arbi ben Abdellah ben Abu Yahya al-Mestiri, ambassadeur du Maroc  au Royaume-Uni de 1766 à 1772[22];
- Abdelkader Moreno, dernier gouverneur de Rabat sous la république du Bouregreg, avant la réunion du territoire au Maroc[23] ;
- Abdelkader Perez, grand amiral et ambassadeur du Maroc en Angleterre au XVIIIe siècle ;
- Ibrahim Vargas, premier gouverneur de la république du Bouregreg ;
- Taher Zebdi, ambassadeur du Maroc en France, en Angleterre, en Italie et en Belgique pendant le dernier quart du XIXe siècle.

#### Corsaires
- Ahmed Alcouar, raïs d'origine turque, XVIIIe siècle[24] ;
- Famille Vargas (devenue Bargach), salétine (de Rabat), dont :
  - Ibrahim Vargas, Grand Amiral et premier gouverneur de la République de Salé
  - Abderrahman Bargach, XVIIIe et XIXe siècles[25] ;
- Ali Baudry, raïs renégat d'origine française, XVIIe siècle[26] ;
- Famille Benaicha, salétine, dont :
  - Abdellah Benaïcha, « Général des vaisseaux de Salé », XVIIe et XVIIIe siècles ;
  - Abderrahmane Benaicha, raïs, frère d'Abdallah, XVIIe et XVIIIe siècles ;
  - Mohammed Benaicha, raïs, fils d'Abdallah, XVIIe et XVIIIe siècles ;
- Famille Berbich, salétine (de Rabat) dont :
  - Abdelkader Berbich, XVIIe siècle[27] ;
  - Abdellah Berbich, fils d'Abdelkader, XVIIe et XVIIIe siècles[28],[27] ;
  - Ali Berbich, fils d'Abdelkader, XVIIe et XVIIIe siècles[27] ;
- Abderrahman Britel, raïs salétin (de Rabat), XVIIIe et XIXe siècles[25] ;
- Ali Campos, raïs renégat espagnol, XVIIe siècle[29] ;
- Mohammed Candil, raïs renégat d'origine française, XVIIe siècle[26] ;
- Famille Cortobi, dont :
  - Ahmed Cortobi, raïs salétin d'origine renégate ;
- Abdessalem Guessous, raïs salétin (de Rabat) ;
- Larbi Gziri, raïs d'origine algérienne, XVIIIe siècle[25] ;
- Famille Hakam, salétine (de Rabat), dont :
  - Ali Hakam, raïs, « vice-amiral des vaisseaux de Salé », XVIIe et XVIIIe siècles[30] ;
- Jan Janszoon, renégat d'origine hollandaise ;
- Ahmed Linquillo, raïs tangérois, XVIIe siècle[28] ;
- Famille Mestari:
  - El Hachemi Mestari, raïs basé à Salé, XVIIIe siècle[31] ;
  - Mohammed Larbi Mestari, raïs basé à Salé, XVIIIe siècle[31] ;
- Famille Molato, salétine (de Rabat), dont :
  - Kassem Molato, XVIIe et XVIIIe siècles, neveu d'Abdelkader Berbich[27] ;
- Ahmed Mostaganmi, raïs d'origine algérienne, XVIIIe siècle[25] ;
- Ahmed Oham, raïs salétin, XVIIe siècle[32] ;
- Famille Perez, salétine (de Rabat), dont :
  - Abdelkader Perez, raïs puis « Grand amiral », XVIIIe siècle ;
  - Ali Perez, raïs basé à Larache, XVIIIe siècle[24] ;
- Abdelkrim Ragon, raïs tétouanais, XVIIe siècle[33] ;
- Ramdan Roussay, raïs renégat d'origine française, XVIIe siècle[26],[30] ;
- Raïs Sebbata
- Famille Semmar, salétine (Rabat et Salé), dont :
  - Mohammed Semmar, raïs, XVIIe siècle[34] ;
- Mohammed Sinchouli, raïs renégat, commandant de Galiote, XVIIIe siècle[24] ;
- Mohammed Taj, raïs salétin, XVIIe et XVIIIe siècles[30] ;
- Amera Tripolini, raïs d'origine tripolitaine, XVIIIe siècle[25] ;

### Période moderne

#### Politiciens, diplomates et économistes
- Khalid Alioua, ancien ministre et ancien PDG du Crédit immobilier et hôtelier (CIH) ;
- Abdelkader Baïna, homme politique et professeur universitaire ;
- Omar Bahraoui, maire de Rabat de 2003 à 2009 ;
- Ahmed Balafrej, dirigeant nationaliste marocain, cofondateur du parti de l'Istiqlal et second Président du Conseil ;
- Omar Balafrej, homme politique, cadre au sein de la Fédération de la gauche démocratique ;
- Ahmed Bargach, homme politique, ministre des Habous et des affaires islamiques pendant les années 1960 et 1970 ;
- Ahmed Bargach, grand vizir à l'Enseignement, à la Santé et à la Jeunesse et les Sports dans les années 1930, ministre des Habous dans les années 1940, premier gouverneur de Casablanca après l'indépendance, président puis président honoraire de la Banque marocaine pour le commerce et l'industrie (BMCI) ;
- Mohamed Bargach, ministre de l’Agriculture, de la Réforme agraire, chargé de la Promotion nationale sous le Gouvernement Mohamed Benhima ;
- M’hamed Bargach, haut commissaire à la Promotion Nationale et au Plan, initiateur du plan triennal 1965-67, président de la Banque nationale du développement économique (BNDE) puis président administrateur de la Société générale marocaine de banques (SGMB) ;
- Seddik Bargach, consul honoraire de la Serbie à Casablanca ;
- Mehdi Ben Barka (1920-1965), homme politique et opposant à Hassan II, disparu en France en 1965 ;
- Mohamed Nabil Benabdallah, chef du Parti du progrès et du socialisme, ancien Ministre et porte-parole du gouvernement, ancien ambassadeur du Maroc à Rome ;
- Abdelkrim Bennani, ancien secrétaire particulier du roi Hassan II et président honorifique du Fath Union Sport de Rabat ;
- Aziza Bennani, ambassadeur du Maroc à l'UNESCO ;
- Mohamed Bennouna, militant nationaliste et homme politique ;
- Mohamed Rachad Bouhlal, Ambassadeur du Maroc en Allemagne ;
- Ahmed Cherkaoui, dirigeant nationaliste et signataire du Manifeste de l'indépendance[35] ;
- El Hafiane Cherkaoui, homme politique, signataire du Manifeste de l'indépendance[35] ;
- Abdelfettah Frej, ancien trésorier et chef du secrétariat particulier du Roi Hassan II ;
- Abdelmalek Frej, ministre de la Santé au sein du gouvernement Bekkai ;
- Brahim Frej, chambellan royal ;
- Mohamed Ali Ghannam, directeur général de la Compagnie générale immobilière (CGI) et ancien PDG de la Société Marocaine de Construction Automobile (SOMACA) ;
- Rajaa Ghannam, ambassadrice du Maroc au Danemark ;
- Ahmed Réda Guédira (1922-1995), conseiller du roi Hassan II ;
- Mohamed Guédira, diplomate et ancien gouverneur de la région Rabat-Salé-Zemmour-Zaër ;
- Mohamed El Jazouli, homme politique, signataire du Manifeste de l'indépendance[35] ;
- Abbas El Jirari, conseiller du Roi Mohammed VI ;
- Maâti Jorio, ministre marocain de l'Agriculture au sein du gouvernement Lamrani I ;
- Othman Jorio, dirigeant nationaliste signataire du Manifeste de l'indépendance et homme de religion marocain ;
- Abdeljalil El Kabbaj, homme politique, signataire du Manifeste de l'indépendance[35] ;
- Abdelkhalek Kabbaj, diplomate, ancien ambassadeur du Maroc en URSS et en République Fédérale d'Allemagne ;
- Taoufiq Kabbaj, diplomate, ancien ambassadeur du Maroc en Côte d'Ivoire, en Roumanie et en Autriche ;
- Anas Khaless, ambassadeur du Maroc en Irlande ;
- Abdelhamid Kriem, ministre du Tourisme dans le Gouvernement Benhima ;
- Rachid Lamdouar, ancien parlementaire, membre du Conseil Constitutionnel[36] ;
- Ahmed Lyazidi, homme politique, signataire du manifeste de l'indépendance et ministre au sein du gouvernement Bekkai[35] ;
- Mohamed Lyazidi, un des fondateurs du mouvement nationaliste et signataire du Manifeste de l'indépendance[35] ;
- Abdellatif Mouline, diplomate, ancien ambassadeur du Maroc au Soudan puis en Égypte ;
- Larbi Mouline, ancien directeur de la Sonasid et diplomate, ancien ambassadeur du Maroc en Inde ;
- M'hammed Mouline, vizir des Habous du Makhzen chérifien sous Mohammed V, pendant le protectorat français au Maroc ;
- Mohamed Rachid Mouline, ministre d'État chargé de la fonction publique au sein du gouvernement Bekkai et ministre d'État chargé de l’éducation nationale dans le gouvernement Hassan II 1 ;
- Abdelhak El Merini, directeur du Protocole Royal et de la Chancellerie ;
- Assia Oualalou, Première femme présidente d'un tribunal au Maroc (Tribunal du Commerce), siège actuellement à la cour suprême ;
- Fathallah Oualalou, ministre des Finances dans le gouvernement Abderrahman el-Youssoufi et maire de la ville de Rabat depuis 2009 ;
- Abdallah Regragui, homme politique, signataire du Manifeste de l'indépendance[35] ;
- Abdelkamel Rerhaye, directeur de la Caisse de dépôt et de gestion de 1968 à 1970, sous-secrétaire d’État chargé du Tourisme dans le gouvernement Lamrani 1 puis secrétaire d'État aux Finances dans le gouvernement Osman ;
- Mohammed Ronda, vizir de la justice du Makhzen chérifien sous Mohammed V, pendant le protectorat français au Maroc ;
- Larbi Roudiès, ancien militant nationaliste sous le Protectorat, diplomate et ambassadeur au Mali ;
- Abdelfattah Sebbata (1936-2007), maire de Rabat dans les années 1990 et député de 1997 à 2003 ;
- Abdelkrim Semmar, diplomate, ambassadeur du Maroc en Arabie saoudite, aux Emirats Arabes Unis et en Algérie..

#### Militaires
- Abdelkader Benkhraba (Colonel), ancien numéro 2 de la Garde royale marocaine ;
- Ahmed Bentoudja, premier chef du bureau de recrutement Forces armées royales ;
- Abdennebi Britel (Général), ancien directeur de l'Académie Royale Militaire et ancien chef de la Place d'Armes de Rabat-Salé-Zemmour-Zaers ;
- Mohamed Doghmi (Général), haut fonctionnaire de l'État-Major des Forces Armées Royales ;
- Abdelkader Loubaris (Général), ancien Inspecteur Général des Forces Armées Royales ;
- Abdelhaq Lamdouar (Général), ancien chef du 1er Bureau de l'État-Major Général des Forces Armées Royales,  ancien directeur de l'École des Cadres d'Autorité du Ministère de l'Intérieur.

#### Artistes
- Larbi Belcadi (1939-2001), artiste peintre et sculpteur ;
- Mohammed Ben Ali Rbati (1861-1939), artiste peintre ;
- Abdellatif Benmansour (1926-2010), cheikh du Madih et doyen de la musique andalouse, également historien, conservateur du mausolée Mohammed V et responsable de la Documentation royale ;
- Hamidou Ben Messaoud, acteur international ;
- Samira Ben Saïd, chanteuse et compositrice ;
- El Hachmi Benamar, acteur ;
- Jamila Benomar alias Amina Rachid, actrice, née à Marrakech en 1936 mais issue d'une famille originaire de Rabat ;
- Larbi Doghmi, acteur ;
- Habiba El Madkouri, actrice ;
- Ghita El Oufir, musicienne, première femme marocaine pianiste dans un orchestre de musique andalouse ;
- Houssein Belmekki Hajjam, musicien, violoniste virtuose, pionnier et maître du Gharnati à Rabat et de la musique andalouse.
- Ahmed Piro, musicien, maître de l'École du Gharnati de Rabat ;
- Fatima Regragui, actrice ;
- Nezha Regragui, actrice ;
- Bahaâ Ronda, musicienne-vocaliste de Gharnati, disciple d'Ahmed Piro ;
- Hammadi Tounsi, acteur et compositeur ;

#### Universitaires et scientifiques
- Abdallah Bennani, Médecin spécialiste et Professeur universitaire ;
- Abdelaziz Benabdallah, écrivain et universitaire marocain ;
- Abdellatif Berbich, secrétaire perpétuel de l'Académie du Royaume du Maroc ;
- Abdallah El Jirari, écrivain et universitaire marocain ;
- Abdelfattah Kilito, écrivain et universitaire marocain ;
- Naima Lamdouar, écrivaine, professeure Universitaire de Médecine, Grand Prix du Livre du Maroc (1989), première Marocaine élue membre de l'Académie nationale de médecine de France (1996), Membre élue à l'International Academy of Perinatal Medecine (2013), officier des Palmes académiques de la République Française (2006), professeure émérite de l'Université Mohamed V de Rabat (2017) ;
- Mohamed Nabil Mouline, historien et politologue ;
- Mohamed Es-Semmar, historien et archéologue spécialiste de Rabat, un des principaux acteurs pour la sauvegarde de la vieille ville de Rabat ;
- Abdessamad Tamouro, philosophe et universitaire marocain.

#### Hommes de religion
- Mohammed ben Ahmed Hakam, Aalim, Faquih et Mohaddith, Membre du Conseil des Oulamas de Rabat -Salé.Avocat Général près la Cour Suprême.

- Abdallah Guedira, président du conseil supérieur des Oulémas de Rabat ;
- Othman Jorio, dirigeant nationaliste signataire du Manifeste de l'indépendance et homme de religion marocain.

#### Sportifs
- Rachid Baïna, ancien handballeur ayant évolué au sein du FUS de Rabat ;
- Abelhafid Benjamaa, ancien basketteur ayant évolué au sein du FUS de Rabat ;
- Chafiq Benkhraba, cavalier, ancien champion du Maroc d'équitation ;
- Abderrahmane Bouanane, membre fondateur du FUS de Rabat et de la Fédération Royale Marocaine de Basket-ball, ancien entraîneur du FUS de Rabat, des FAR de Rabat et de l'équipe nationale du Maroc de Basket-ball (25 ans) et ancien arbitre international de basket-ball ;
- Rachid Cherkaoui, ancien basketteur ayant évolué au sein du FUS de Rabat, membre de la Fédération internationale d’éducation physique, directeur de l’École normale supérieure ;
- Tahar Doghmi, footballeur évoluant au sein du Raja de Casablanca ;
- Noureddine Guédira, pionnier de la presse sportive nationale, chef du département des sports à la RTM, secrétaire général de l'AMPS, président de la commission centrale d'arbitrage et de celle des médias à la Fédération royale marocaine de football ;
- Khaled Labied, ancien footballeur ayant évolué au sein du FUS de Rabat, nommé meilleur buteur de la CAN 1980 ;
- Khalid Meghraoui, ancien footballeur ayant évolué au sein du FUS de Rabat ;
- Abdelhanine El Oufir, ancien basketteur ayant évolué au sein du FUS de Rabat et de l'équipe nationale de basketball ;
- Khalil El Yamani, ancien basketteur ayant évolué au sein du FUS de Rabat ;
- Abdelfettah El Yamani, ancien basketteur ayant évolué au sein du FUS de Rabat.
- haj jilali el aoufir, ancien champion d'athlétisme, ex-président de la fédération royale marocaine d'athlétisme et cofondateur du club stade marocain à Rabat.

#### Ouvrages
- (ar) M. Boujendar, Muqaddimat al-fath fi tarikh Ribat al-Fath (مقدمة الفتح في تاريخ رباط الفتح), Ed. du Bulletin Officiel (1926)
- (ar) A. Souissi, Tarikh Ribat al-Fath (تاريخ رباط الفتح), Ed. Dar al-Maghrib lit-ta'lif wat-tarajama wan-nachr (1979)
- (ar) M. Boujendar, Al-ightibat bi tarajim aʿlam ar-Ribat (الاغتباط بتراجم أعلام الرباط), revu par M. Kriem, Ed. Matabiʿ al-Atlas (1986)
- (ar) A.-M. Kettani, Inbiʿath al-Islam fi al-Andalus (انبعاث الإسلام في الأندلس), Ed. Dar al-kutub al-ʿilmiya (2005)
- (ar) M. Razzouk, Al-Andalussiyun wa hijratuhum ila al-Maghrib khilala al-qarnayn 16-17 (الأندلسيون وهجراتهم إلى المغرب خلال القرنين ١٦-١٧), 3e ed., Ifriqiya ach-Charq (1998)
- M. Bargach, Une famille au cœur de l'histoire, Ed. maghrébines (1998)

#### Articles
- Moncef Bouchrara, « Profil de vieilles familles de Rabat », Revue Maroc-Europe, Rabat, La Porte, no 10 « Du Ribat-al-fath à Rabat capitale »,‎ 1996, p. 59-63
- (en) B. Bahrami, Al-Andalus and memory: The past and being present among Hispano-Moroccan Andalusians from Rabat (Chp. IV: p. 111-143), dans: Garland reference library of the humanities, vol. 2160: Charting Memory: Recalling Medieval Spain, Publ. Taylor & Francis (2000)